# Milice nationale vénézuélienne
Pour les articles homonymes, voir Milice nationale.

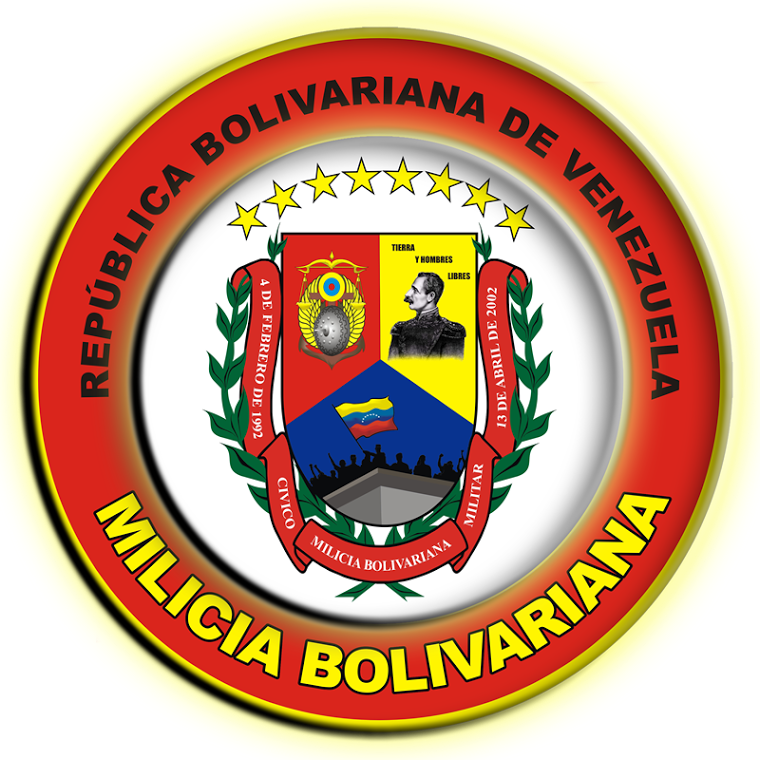
Blason de la Milice Nationale depuis 2011.

La Milice nationale vénézuélienne (en espagnol : Milicia Nacional de Venezuela) est l'une des cinq composantes des Forces armées vénézuéliennes.

## Histoire
C'est la force de défense la plus ancienne de la nation, la première source qui peut être trouvé est dans les groupes de résistance autochtone (principalement de la civilisation des Caraïbes, et leurs descendants, qui ont gagné la réputation d'être courageux, rusés et audacieux) lors des XVIe, XVIIe et XVIIIe siècles, ils ont combattu contre la domination coloniale espagnole. Cependant, le 13 juillet 1797, deux miliciens, Manuel Gual et José María España, se sont rebellés contre l'Espagne. La conspiration de Gual et España, avec la participation de toutes les classes de la société coloniale, fut le premier mouvement de libération avec des racines populaires. Puis dans la première moitié du XIXe siècle, des groupes de paysans ont rejoint la cause libertaire, devenant des auxiliaires formés par l'Armée de libération par des soldats et des officiers moyennement ou hautement qualifiés académiquement. Déjà dans la seconde moitié du XIXe siècle, les milices apparues, au Montoneros généralement, ont vu naître des groupes qui s'unissaient aux seigneurs de guerre locaux dans certaines provinces pour leur protection, cela a été réglementé par les lois de la milice. Il a fallu environ 100 ans pour revenir à la figure de la Réserve, comme forces autonomes et auxiliaires des composants restants.

## Organisation

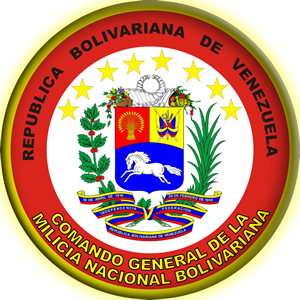
Blason du commandement général de la Milice nationale.

Le Commandement général de la milice nationale est divisé en deux parties :
1. La Réserve nationale, composée de tous les citoyens vénézuéliens qui ne sont pas en service militaire actif, ayant terminé le service militaire, ou qui adhèrent volontairement les unités de réserve.
2. La Garde territoriale, composée de tous les citoyens vénézuéliens qui ont volontairement accepter d'organiser la résistance locale contre toute agression extérieure.
Au moment où le Commandement général de la milice nationale, est organisée sur la base de neuf groupements de réserve, présents sur tout le territoire national, et une douzaine de corps de résistance spéciale (regroupés autour de contingents de travailleurs des entreprises et d'institutions nationales). Elle est une force autonome et auxiliaire pour les branches restantes des Forces armées. Elle est estimée à l'heure actuelle d'environ 400 000 hommes et femmes sur des niveaux de formation différents, mais la cible de ses autorités est d'atteindre 1,1 million. Le commandant de la milice nationale est le Major général Cesar Ramón Vegas Gonzalez.

## Sources
- (en) Cet article est partiellement ou en totalité issu de l’article de Wikipédia en anglais intitulé « Venezuelan National Militia » (voir la liste des auteurs).